# Rudolf Schlaug
Rudolf Schlaug, född 1916 i Uddevalla död 2011 i Genarp, var en svensk psykiater. Schlaug blev med. lic. i Lund 1945. Mellan 1957 och 1968 var Schlaug klinikchef vid den psykiatriska kliniken i Västerås och efter 1968 chef för den psykiatriska kliniken vid Södersjukhuset i Stockholm. Schlaug blev medicine hedersdoktor vid universitetet i Linköping.
Schlaug har varit lärare i psykiatri vid Linköpings universitet. Han har bland annat skrivit böckerna Psykiatri (1973) och Psykiatri, lag och samhälle (1989). Kring 1980 kritiserades han i Pockettidningen R för överdriven användning av elchocker. På senare år har han engagerat sig för personer som blivit oskyldigt anklagade för sexövergrepp på barn.
Rudolf Schlaug var farbror till miljöpartiets förra språkrör Birger Schlaug.

## Artiklar
- Rudolf Schlaug: Varför tar inte svenska domstolar lärdom? Väsentligt att ingen döms utan nykter prövning i Medborgarrätt nr 3 1995